# Khanato
Un Khanato o Canato è un territorio su cui governa un Khan, tipico dell'Europa orientale e dell'Asia. Spesso è di derivazione mongola, derivando dal frazionamento del grande impero creato da Gengis Khan. La maggior parte dei khanati è scomparsa tra il XVI e il XIX secolo con la formazione o il consolidamento dell'Impero ottomano, di quello persiano, di quello russo e di quello cinese. Ma molti Khanati sono sopravvissuti o costituiti, rimanendo in essere fino al XX secolo. I loro sovrani erano generalmente di fede islamica.

## Alcuni Khanati
- Khanato di Ablai
- Khanato di Arash
- Khanato di Ardabil 1747-1801
- Khanato di Ashabad e Corassan
- Khanato di Astarabad 1749-1790
- Khanato di Astrachan' (Astrachan')
- Khanato di Avar – khanato del Caucaso
- Khanato degli Avari – khanato degli Avari
- Khanato di Avaristan (Khunzakh)
- Khanato del Badakhshan 1657
- Khanato di Baku 1721-1813
- Khanato del Balkaristan 1747
- Khanato di Balkh
- Khanato del Baltistan
- Khanato di Belokan
- Khanato di Borchali
- Khanato di Bukhara (Bukhara) -1920
- Khanato di Crimea
- Khanato di Derbent 1747-1806
- Khanato di Dizak 1745
- Khanato di Donboli (Khoy) 1747-1813
- Khanato di Dzherabag 1747-1801
- Khanato di Erevan 1734-1824
- Khanato del Farsistan e Bahrein
- Khanato di Gandja 1747-1804
- Khanato di Gazakh Shamsadil
- Khanato del Ghilan
- Khanato della Grande Orda dei Calmucchi
- Khanato del Gulistan 1747-1813
- Khanato di Gutgashenkh
- Khanato di Hissarkh
- Khanato di Ilgar o Shash Khovageh
- Khanato di İlisu 1604-1801
- Khanato di Irken
- Khanato di Jerabad
- Khanato di Jezekh
- Khanato dei Cabardini 1747-1813
- Khanato di Kaitak
- Khanato del Karabakh (Shushi) 1606-1813
- Khanato di Karadagh 1747-1013
- Khanato di Karakalpak
- Khanato di Kharchi
- Khanato di Kargan
- Khanato di Kashgar -1759
- Khanato di Kavad
- Khanato di Kaytaq
- Khanato di Kazan'
- Khanato di Kermina
- Khanato di Khachìn
- Khanato di Kashgar
- Khanato di Khazaria (più conosciuto come Gran Khanato)
- Khanto di Kermina
- Khanato di Khiva (Urgenc) 1515-1920
- Khanato di Chorol
- Khanato di Khoy
- Khanato di Khulgia
- Khanato di Kokand 1709
- Khanato di Kuba 1680-1813
- Khanato di Kurgan
- Khanato di Kutakashin (Kabala) 1747-1806
- Khanato di Labiak
- Khanato di Maimana 1747
- Khanato di Marand
- Khanato di Margelan (Mogulistan) e Fergana
- Khanato di Maku 1747-1778
- Khanato di Maraga
- Khanato di Mekhtuli
- Khanato di Merv 1747-1756
- Khanato di Minkal
- Khanato di Mongolia
- Khanato di Naxçıvan 1747-1834
- Khanato dell'Orda d'Oro
- Khanato di Otemich
- Khanato di Pijan
- Khanato di Qomul (Hami)
- Khanato di Qondus 1508
- Khanato di Quasim
- Khanato di Rushan
- Khanato di Salyan 1729-1806
- Khanato di Samarcanda o di Mawaralnahàr
- Khanato di Sarab o Shaqaqi 1747-1792
- Khanato di Semender (Tarki) o Ghazi Khumuq 1748-1813
- Khanato di Shakaki o (Sarab) 1747-1792
- Khanato di Shash Khovageh (Ilgar)
- Khanato di Sheher Sebz
- Khanato di Shekin (Nukha) 1500-1813
- Khanato di Shirwan (Shemakhà) 1721-1805
- Khanato di Shiraz 1738-1780
- Khanato di Shughnan 1748
- Khanato di Sibir
- Khanato di Tabasaran
- Khanato di Tabriz 1747-1801
- Khanato di Talishtan (Lenkoran) 1747-1801
- Khanato di Tashkent
- Khanato di Varanda
- Khanato di Wakhan
- Khanato degli Zungari